# 佩列瓦利斯克
佩列瓦利斯克（羅馬化：Perevalsk）法理上是乌克兰东部盧甘斯克州阿尔切夫斯克区阿尔切夫斯克市镇内的城市，事实上为俄罗斯卢甘斯克人民共和国佩列瓦利斯克區的行政中心。該市距離首府卢甘斯克45公里，始建於1902年，面積30平方公里，海拔高度259米，2022年人口数量为24,817人。

## 当地名人
- 亚历山大·泽林：俄罗斯国防部长顾问、空军上将军衔，曾担任俄罗斯空军总司令。